# Mario Aibekob
Mario Aibekob hay Beto (sinh in ngày 15 tháng 7 năm 1990) là một cầu thủ bóng đá người Indonesia hiện tại thi đấu cho Persiram Raja Ampat ở vị trí tiền đạo.

## Sự nghiệp quốc tế
Anh có màn ra mắt quốc tế cho đội tuyển quốc gia Indonesia ngày 31 tháng 1 năm 2013 ở trong trận giao hữu trước Jordan.